# Maximo Kausch
Maximo Kausch (Córdoba, 23 marzo 1981) è un alpinista argentino naturalizzato brasiliano.

## Biografia
Trasferitosi in Brasile ancora da bambino, trascorse poi 10 anni in Inghilterra durante l'adolescenza. È uno scalatore, guida alpina e esperto in medicina, come pure meteorologia d'alta quota. Assieme a Waldemar Niclevicz e Pedro Hauck è considerato uno dei principali esponenti della scena alpinistica brasiliana. Kausch, di nazionalità argentina, brasiliana e britannica, padroneggia a livello madrelingua lo spagnolo, il portoghese e l'inglese. Attualmente è fidanzato con l'alpinista brasiliana Karina Ragazzo Oliani, con cui ha avuto una figlia, Kora, nata il 3 Marzo 2022.

## La scalata dei 6000 andini
Detiene il record mondiale per aver scalato il maggior numero di montagne che superano i 6000 metri s.l.m. nelle Ande (74 ascensioni certificate il 3 gennaio del 2017, diventando così l'undicesimo alpinista della storia ad aver completato la scalata delle 10 vette più alte della cordigliera andina). Secondo informazioni più recenti, Kausch vanta allo stato attuale il raggiungimento di 89 vette principali con più di 6000 m s.l.m., oltre ad una dozzina di vette secondarie, sempre al di sopra di tale quota. Il suo obiettivo, infatti, consisterebbe nel portare a termine come primo alpinista in assoluto, la scalata di tutte le cime principali dei 100 massicci con più di 6000 metri nelle Ande (secondo il più recente criterio di prominenza topografica, fissato a 400 metri di dislivello minimo per definire l'importanza delle montagne che compongono questa cordigliera), le più alte delle Americhe e, in generale, le uniche montagne che superano tale valore altimetrico al di fuori dell'Asia centrale (ad eccezione del solo Monte Denali in Alaska che sfiora i 6200m). Tale progetto non è stato finora mai tentato esplicitamente da nessun altro scalatore, anche se l'alpinista e geografo brasiliano Pedro Hauck vanta al giorno d'oggi il secondo numero di 6000 conquistati con 46 ascensioni certificate. Durante questa impresa, Kausch monitora tutte le sue scalate mediante tecnologia GPS, pubblicando i dati rilevati gratuitamente in rete, affinché altri alpinisti possano ripetere le nuove vie e i percorsi da lui aperti. 
È salito alla ribalta della notorietà alpinistica internazionale ancora nel 2012, quando ha completato in solitaria trenta 6000 tra Cile e Argentina in appena due mesi, spostandosi da un campo base all'altro su una moto, marca Honda - modello Tornado, da lui stesso modificata e adattata all'alta quota. In tale occasione ha dovuto affrontare condizioni ambientali e atmosferiche spesso avverse con venti oltre i 100 km/h. Tale eccezionale impresa gli è valso il premio per il fuoriclasse dell'anno, conferitogli dalla rivista Go Outside. 
Nel 2018 il canale sportivo RedBullTv gli ha dedicato una serie di otto episodi sulla sua impresa di scalare i 6000 delle Ande, intitolata Andes 6K+. 

## Gli Ottomila
In Himalaya e Karakorum ha portato a termine con successo per lo meno 11 spedizioni sulle montagne che superano gli 8000 metri di altitudine, le più alte del mondo. In tale occasione si è distinto per essere il primo sudamericano ad aver realizzato una ascensione multipla di uno stesso 8000, lo Cho Oyu, arrivando in vetta ben quattro volte oltre ad aver accompagnato la prima donna latino-americana, la brasiliana Karina Ragazzo Oliani, in vetta al K2.
Pertanto, l'alpinista argentino-brasiliano vanta al suo attivo la conquista di otto 8000, totalizzando un totale di 13 ascensioni su questi massicci. In seguito si riporta l'elenco degli 8000, di cui Kausch raggiunse la vetta:
- Everest (8848 m s.l.m., Nepal/Tibet)[22]
- K2 (8609 m s.l.m., Pakistan/Cina)[21]
- Lhotse (8516 m s.l.m, Nepal/Tibet)[23]
- Cho Oyu (8201 m s.l.m., Nepal/Tibet)[19][20]
- Manaslu (8163 m s.l.m, Nepal)[24]
- Hidden Peak (8068 m s.l.m., Pakistan/Cina)[23]
- Gasherbum II (8035 m s.l.m. Pakistan/Cina)[25]
- Shisha Pangma Central (8008 m s.l.m, Tibet)[26] (La spedizione commerciale, guidata da Kausch, prevedeva appena il raggiungimento della cima centrale, di 19 metri più bassa rispetto alla vetta principale (8027 m s.l.m))

## Altre attività alpinistiche
Dal 2015 Kausch si è inoltre prefissato a completare la prima ascensione assoluta di tutte le montagne con più di 5000m ancora mai scalate nelle Ande. Spesso affiancato dal suo compagno di cordata Pedro Hauck ha, infatti, conquistato a novembre dello stesso anno la vetta inviolata più alta di questa cordigliera, il Monte Parofes, un vulcano di 5.845 m nella regione di Catamarca (a tale impresa ha partecipato anche il brasiliano Jovany Blume). 
Specializzatosi in montagne d'alta quota e quota estrema, ha condotto numerose spedizioni nei luoghi più remoti del pianeta, visitando oltre 30 paesi.
Ha ricevuto una formazione speciale per soccorsi in aree remote, grazie a cui ha già fatto parte di salvataggi in quote estreme. Egli vanta, infine, una notevole esperienza per quanto riguarda la medicina d'alta quota, realizzando diversi interventi clinici in condizioni ambientali spesso impervie. Kausch ha pubblicato i risultati relativi alle proprie esperienze maturate in ambito dei problemi di salute legati all'alta quota, quali disturbi fisiologici, effetti farmacologici, problemi oftalmologici, infezioni batteriologiche e altro ancora, su diversi siti e pagine online dedicati al mondo della montagna e dell'alpinismo. 
Maximo Kausch vanta un'esperienza decennale nella gestione logistica e delle risorse umane d'alta quota. Durante i suoi quasi 20 anni di carriera ha condotto oltre 170 spedizioni su montagne di quota extrema, portando con successo centinaia di clienti sulle vette più alte del pianeta.

## Premi e riconoscimenti
- Kausch è l'alpinista che ha scalato il maggior numero di montagne che superano i 6000 m nelle Ande[8][9][10].
- Mosquetão de Ouro (Moschettone d'oro): Pedro Hauck e Maximo Kausch, che vivono a Curitiba nel sud del Brasile, hanno guadagnato questo premio per aver portato a termine nel 2014 l'ascensione di tutti i 6000 della Bolivia.
- Fuoriclasse dell'anno 2012: Premio conferito dalla rivista Go Outside per aver completato in solitaria la scalata di trenta 6000 tra Cile e Argentina in appena due mesi[17].
- Avventuriere dell'anno 2013: Kausch ha ricevuto il premio di avventuriere dell'anno nel 2013, assegnatogli dalla rivista Go Outside per il suo progetto originale di scalare tutti i 6000 delle Ande.
- Destaque do ano (fuoriclasse dell'anno) nel 2013 e nel 2015: La prestigiosa rivista Blog de Escalada ha assegnato a Maximo Kausch il riconoscimento per il miglior fuoriclasse del 2013 e del 2015 riguardo alla quantità di scalate realizzate durante quegli anni[33].
- Sempre nel 2015, la Mount Everest Foundation UK ha deciso di cofinanziare parte del suo progetto, ideato assieme a Pedro Hauck, di identificare e scalare tutte le montagne ancora inviolate nelle Ande alte più di 5000 m[34].

## Lavori
- Proprietario della società Andes-Specialists andes-specialists.com
- Guida alpina per la società americana SummitClimb.com
- Proprietario della società Gentedemontanha.com
- Redattore del Portal Altamontanha.com
- Redattore della rivista GoOutside